# Macaranga pleioneura
Macaranga pleioneura är en törelväxtart som beskrevs av Airy Shaw. Macaranga pleioneura ingår i släktet Macaranga och familjen törelväxter.

## Underarter
Arten delas in i följande underarter:
- M. p. pleioneura
- M. p. velutina